# Cầu Incheon
Cầu Incheon (còn được gọi là Cầu Incheon Grand) là một cây cầu bê tông mới được xây dựng ở Hàn Quốc. Nó được khánh thành vào tháng 10 năm 2009, nó trở thành sự kết nối thứ hai cho Đảo Yeongjong và phần đất liền Incheon. Cầu Incheon là cây cầu dây văng dài nhất Hàn Quốc. Trong bảng so sánh, cầu Incheon là một trong bảy cây cầu dài nhất thế giới tính đến tháng 10 năm 2010.
Mục đích chính của cây cầu là cung cấp sự kết nối giữa Songdo và Sân bay quốc tế Incheon, giảm thời gian vận chuyển lên đến 1 giờ.
Phần cầu vượt biển, được nhượng quyền bởi Incheon Bridge Corporation, được tài trợ bởi khối tư nhân.
Korea Expressway Corporation và Korean Ministry of Land, Transport and Maritime Affairs (MLTM) quản lý dự án.

## Công trình
Phần thiết kế chính và nhà thầu xây dựng là Samsung C&T Corporation. Nhà thầu đóng góp bổ sung trong việc xây dựng cây cầu là SK Engineering and Construction Co. Ltd, AMEC, Halcrow, Dasan Consultants, và Arup. Tổng chi phí lên đến $1,4 tỉ (~1,25 triệu KRW) để xây dựng. Phần dự án cao tốc dài 21,38 kilômét (13,3 mi) bao gồm các bộ phận của chính phủ tại 3 đầu và 12,34 kilômét (7,7 mi) phần giữa được xây dựng với nguồn vốn tư nhân, phần cầu dài 18.384 mét (60.315 ft). Cây cầu có phần dây cáp vượt biển đường đến cảng Incheon. Đây là phần khó khăn nhất trong việc xây dựng, với tòa tháp chính cao 230,5 mét (756,2 ft), và năm nhịp: nhịp chính là 800 m (2.625 ft) hai bên nhịp chính là nhịp 260 m (853 ft) và 80 m (262 ft). Phần thấp nhất là 50 m (164 ft) kết nối mỗi đầu của cây cầu.

## Sự cố nổi bật
Vào 20 tháng 5 năm 2010, mười hai hành khách đã chết do tại nạn xe buýt trên cầu.

## Hình ảnh

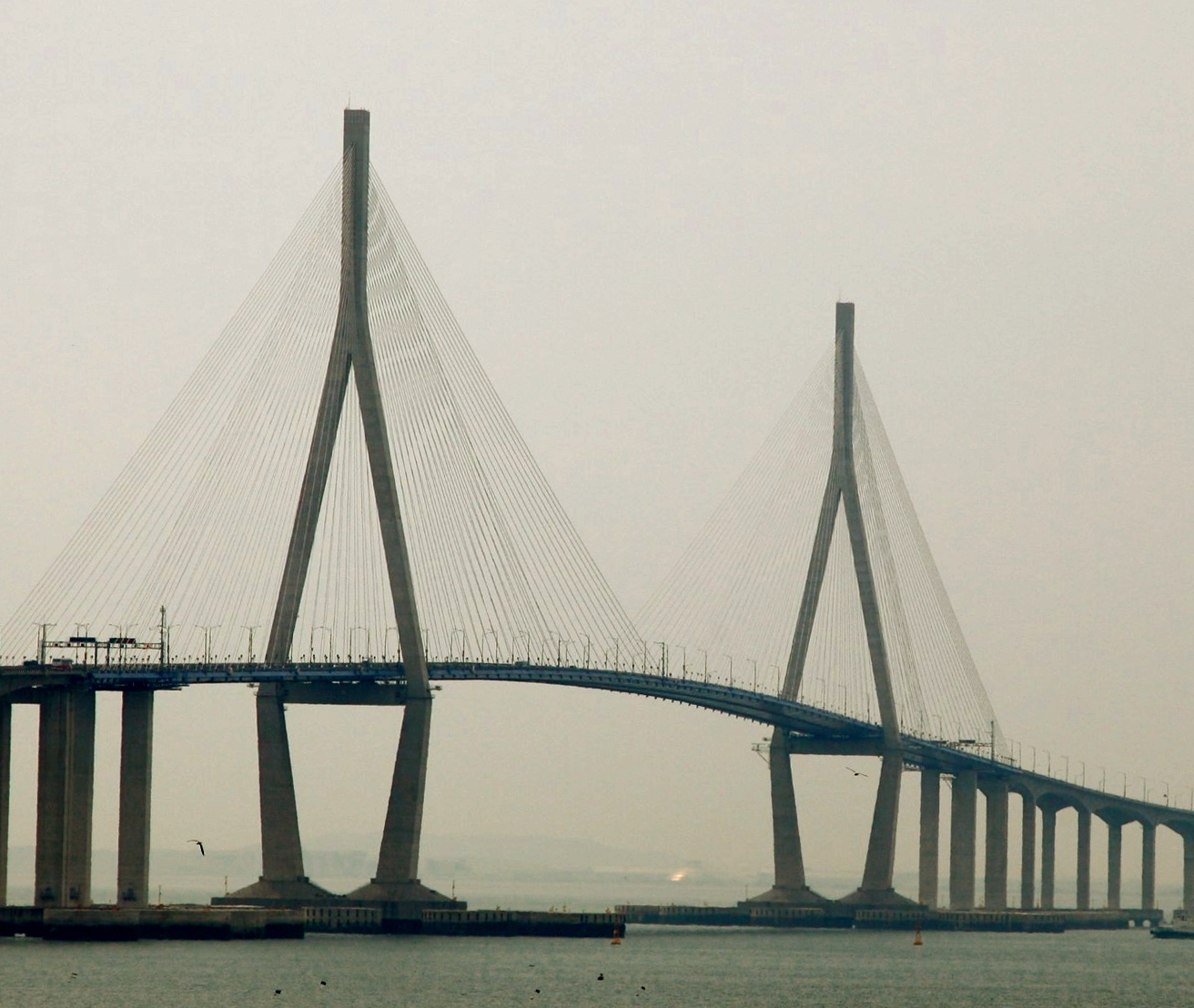
Phần dây cáp
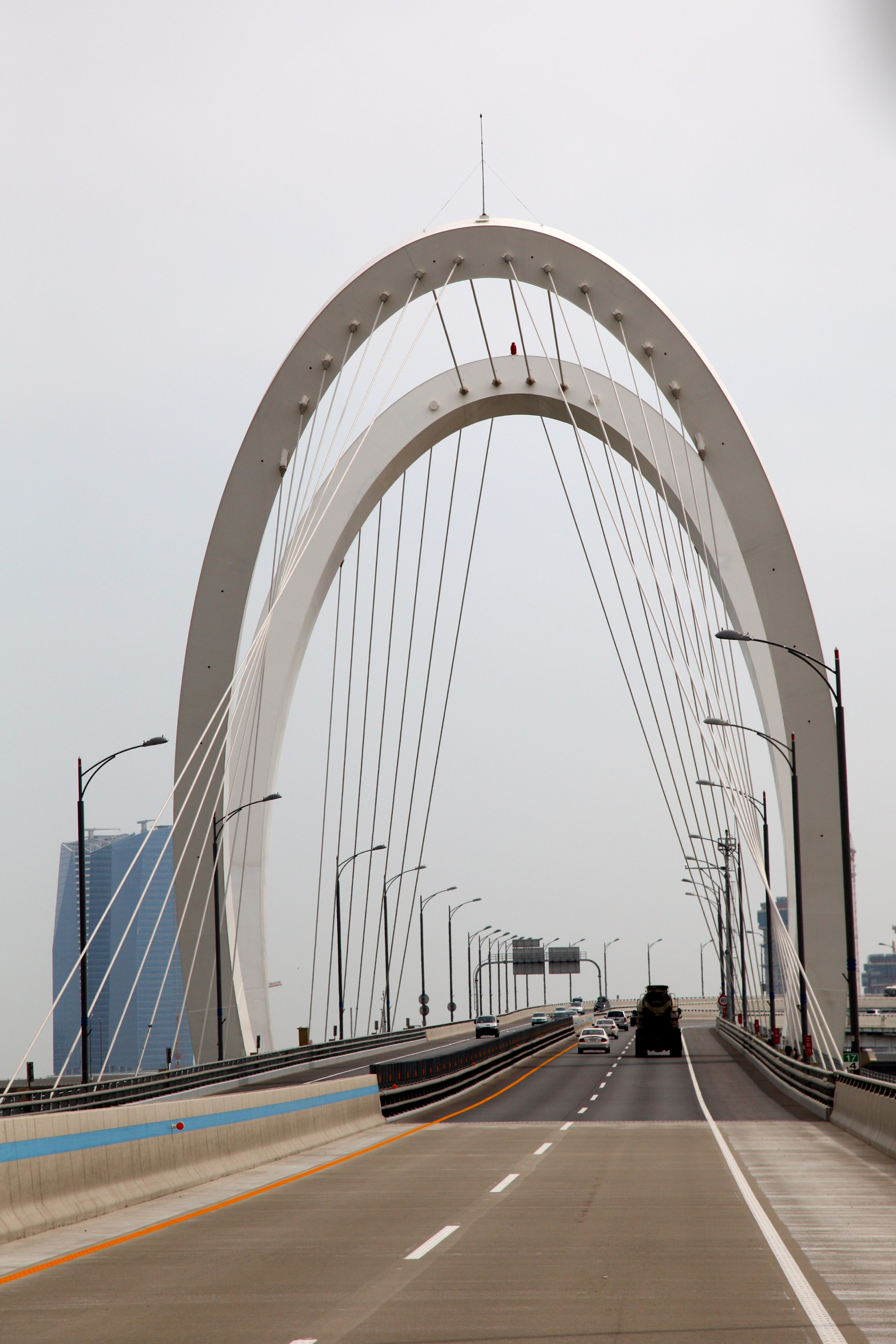
Quang cảnh đường (1)
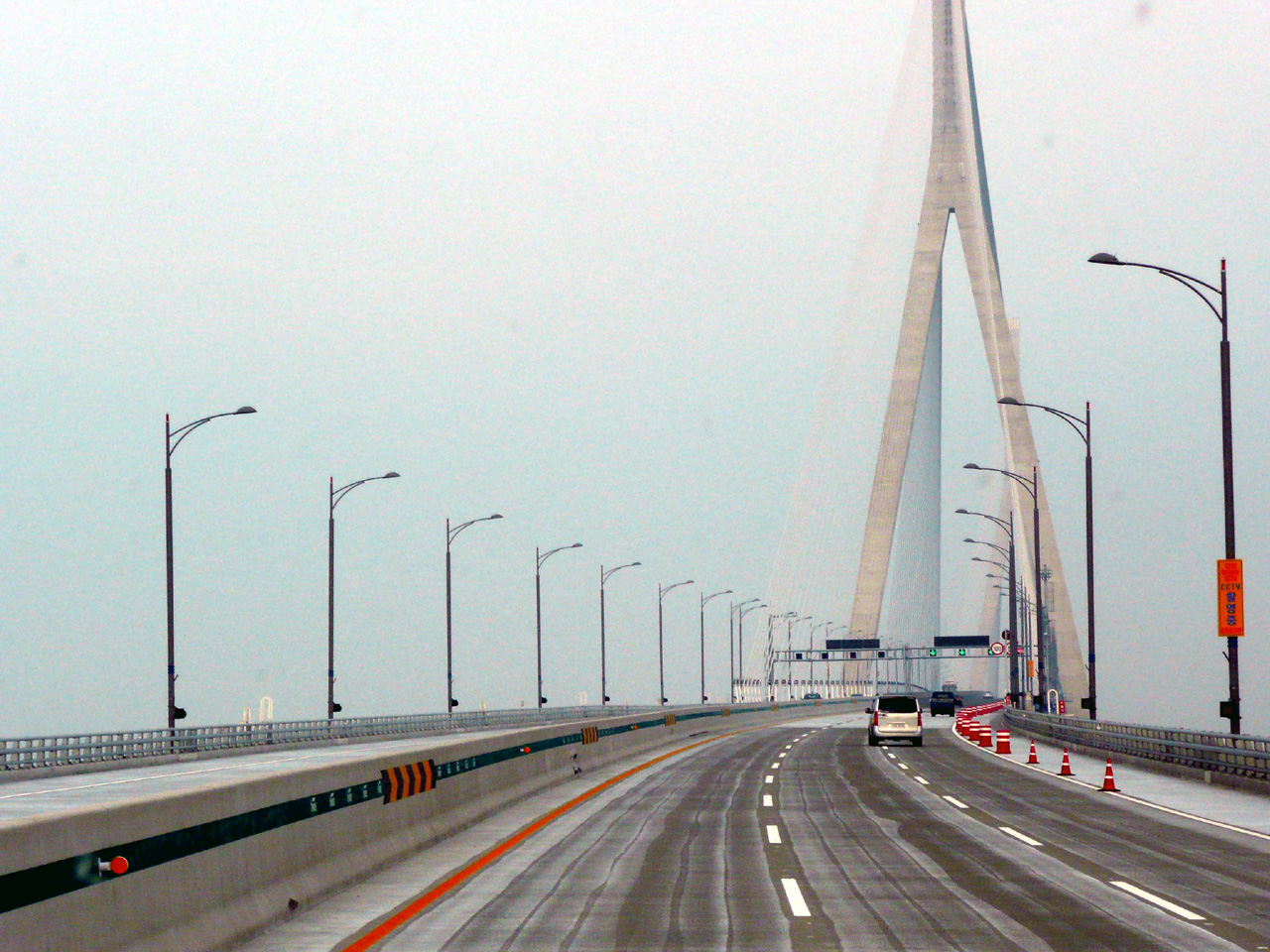
Quang cảnh đường (2)
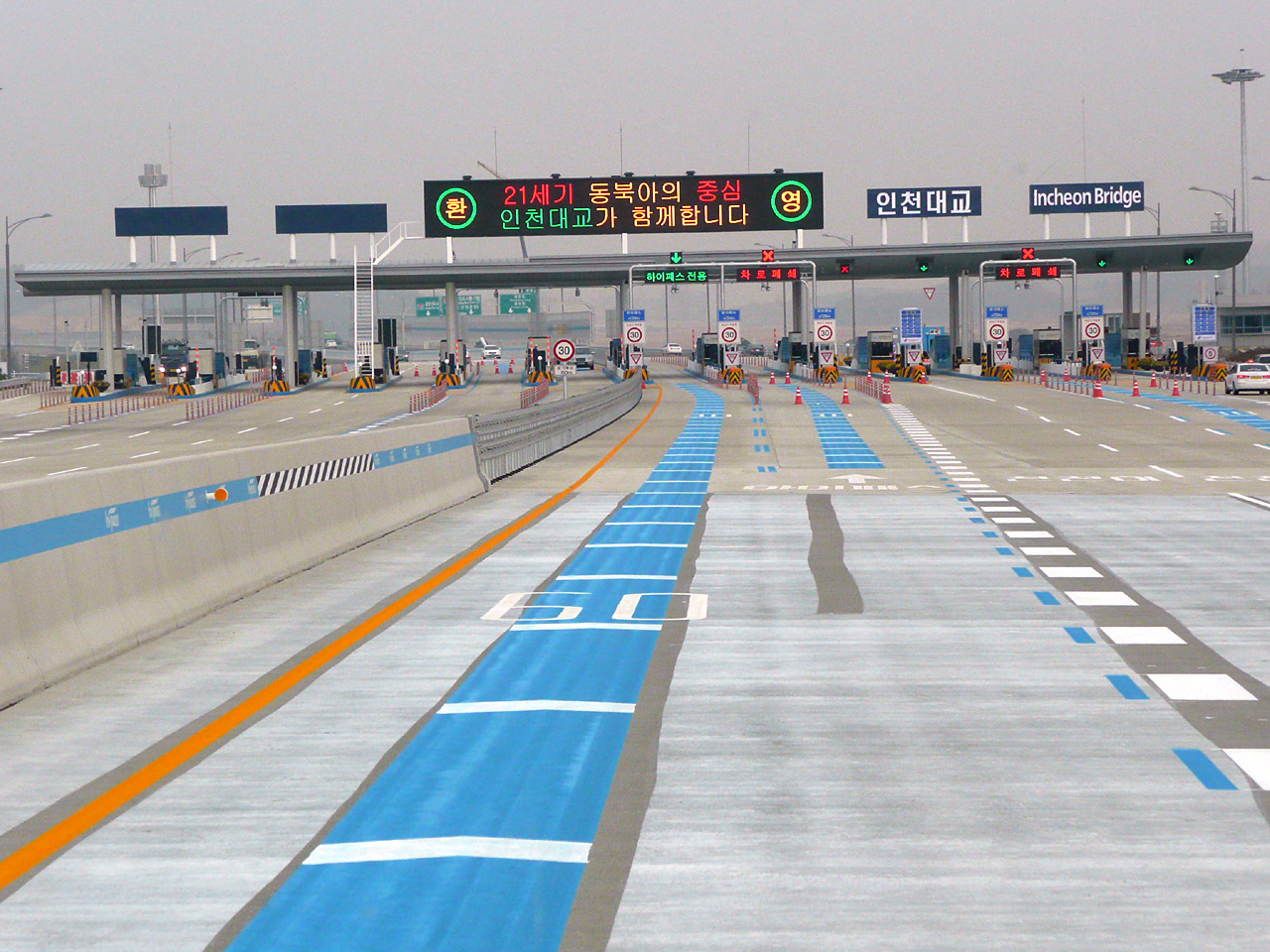
Trạm thu phí

## Liên kết
- Official Website
- Roadtraffic Technology Lưu trữ ngày 15 tháng 5 năm 2007 tại Wayback Machine
- Incheon Bridge trên trang Structurae
- DYWIDAG Post-Tensioning System incorporated into Korea's largest bridge construction project Lưu trữ ngày 23 tháng 7 năm 2008 tại Wayback Machine